# Шартенвилије
Шартенвилије (фр. Chartainvilliers) насеље је и општина у централној Француској у региону Центар (регион), у департману Ер и Лоар која припада префектури Шартр.
По подацима из 2011. године у општини је живело 725 становника, а густина насељености је износила 79,93 становника/km². Општина се простире на површини од 9,07 km². Налази се на средњој надморској висини од 150 метара (максималној 167 m, а минималној 109 m).

## Демографија
| 1962. | 1968. | 1975. | 1982. | 1990. | 1999. | 2011. |
| ----- | ----- | ----- | ----- | ----- | ----- | ----- |
| 186   | 197   | 239   | 548   | 560   | 630   | 725   |

График промене броја становника у току последњих година